# Siddhartha Shankar Ray
Siddhartha Shankar Ray (20 de outubro de 1920 - 6 de novembro de 2010) foi um advogado e político indiano, que foi membro do Partido do Congresso Nacional Indiano. Foi governador do Punjab de 1986 a 1989 e embaixador nos Estados Unidos de 1992 a 1996.